# Вороняче око звичайне
 Вороняче око звичайне (Paris quadrifolia L.) Місцеві назви — хрещате зілля, ранник, сухотник тощо. Отруйна рослина, може також використовуватися як лікарська.

## Будова

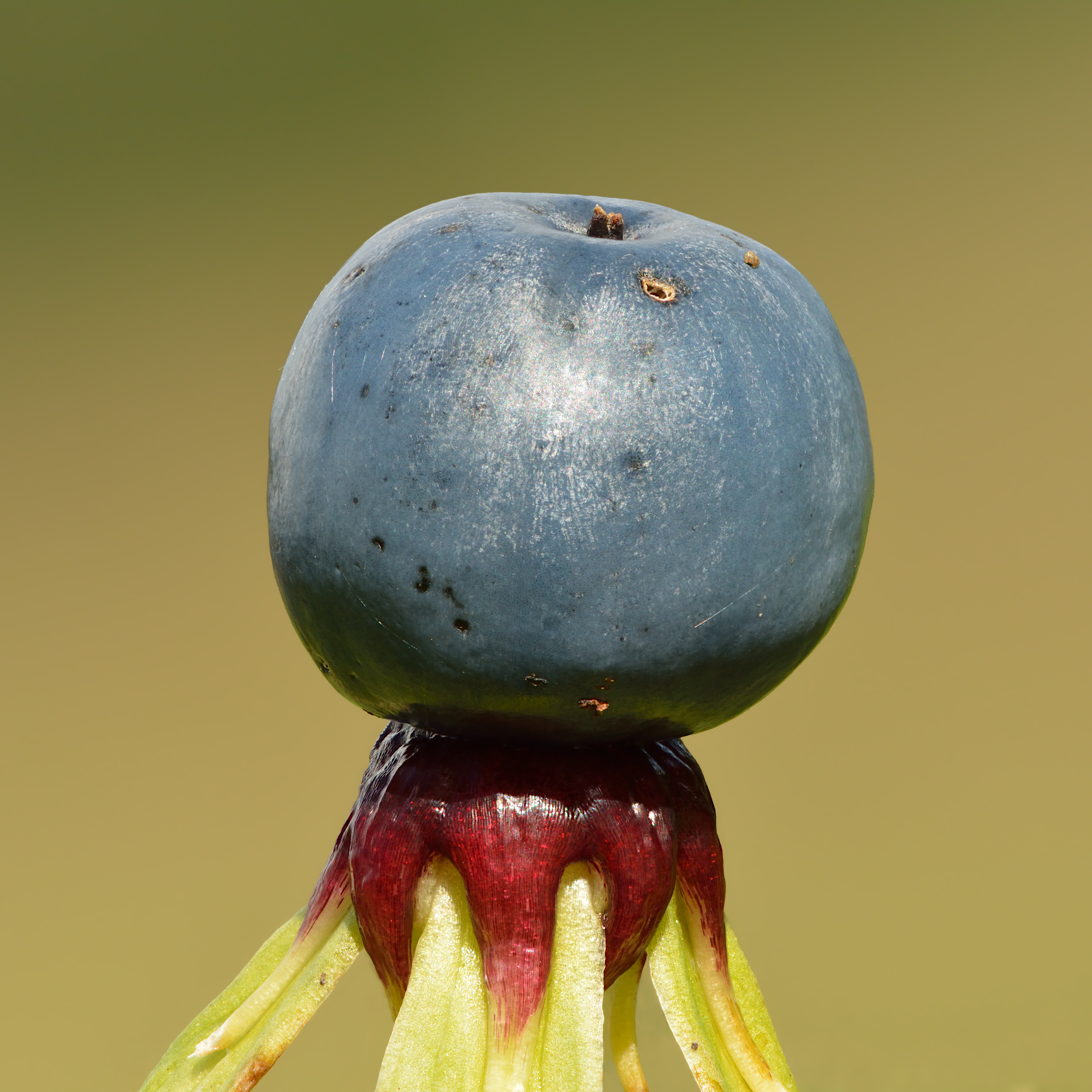
Плід

Трав'яниста багаторічна гола рослина (20—45 см заввишки) з довгим повзучим, білим кореневищем, на якому є піхвові листки. Стебло виходить з пазухи піхвового листка кореневища, на верхівці несе одну квітку, під якою кільцем розміщені чотири, часом п'ять-шість листків. Листки цілокраї, широкоеліптичні, оберненояйцеподібні, короткозагострені, майже сидячі, з трьома жилками, при основі клиноподібні. Квітка — одна, правильна, роздільнопелюсткова. Оцвітина проста, дворядна, складається із чотирьох-шести зовнішніх зелених і стількох жовтих внутрішніх листочків. Зовнішні листочки оцвітини (2—4 см завдовжки) ланцетні, внутрішні вужчі й коротші, лінійні, трохи ширші, ніж тичинкові нитки. Тичинок вісім з шилоподібними придатками, які більші від пиляків. Маточка одна, зав'язь верхня з чотирма стовпчиками, врослими при основі. Плід — багатонасінна, куляста, синювато-чорна з сизуватим нальотом ягода (близько 10 мм у діаметрі).

## Життєвий цикл
Цвіте в першій половині літа.

## Поширення та середовище існування
Вид поширений у Євразії від Ісландії на південь до Іспанії й на схід до східного Сибіру й північного Китаю.
Вороняче око росте в листяних, рідше мішаних лісах, у чагарниках. Тіньовитривала рослина. Цвіте в травні — червні. Поширена у Карпатах, на Поліссі, у Лісостепу.

## Практичне використання
Отруйна, лікарська, інсектицидна, фарбувальна й декоративна рослина. Усі частини рослини отруйні для людини і тварин. У кореневищах, плодах і листках містяться неприємного гіркого присмаку отруйний сапонін, паристифін і глюкозид паридин. Відмічено, що окремі частини рослини по-різному діють на організм: ягода — впливають на серце, листки — на нервову систему (антиспазматично), кореневища — викликають блювоту. Паристифін має інсектицидні властивості. Ознаки отруєння тварин такі: розлад серцево-судинної системи, пронос, коліки, судома, параліч.
У народній медицині використовують всі частини рослин як сильний блювотний засіб при отруєннях, туберкульозі, для збудження апетиту і посилення перистальтики кишок, ягода — при туберкульозі, грижі, від чиряків. У ветеринарній практиці відваром висушених ягід напувають коней, хворих на ящур. При лікуванні воронячим оком слід пам'ятати, що всі його частини дуже отруйні, тому необережне і неправильне вживання його призводить до тяжких отруєнь.
3 весняних листків воронячого ока можна добути жовту, а з нестиглих плодів зелену фарбу, Як декоративну рослину його можна вирощувати під наметом дерев на вогких місцях.